# Mikes Imre
Mikes Imre, családi nevén Győri, álnéven Gallicus (Budapest 1900. február 9. – Kihei, (Maui-sziget, Hawaii, USA), 1990. március 30.) magyar újságíró, szerkesztő, író. Győri Ernő öccse.

## Életútja
Középiskoláit Budapesten és Szegeden végezte. Fiuméban kereskedelmi akadémiát végzett, majd újságírói pályára lépett. Mint polgári radikális emigráns érkezett bátyjával Romániába, azelőtt 1919-22 között a bécsi Wiener Nachrichtenbürónál dolgozott. Az 5 Órai Újság, az Új Kelet, a Keleti Újság és az Esti Lloyd, 1924-től a Brassói Lapok belső munkatársa. 
1935-től az Erdélyi Lapok párizsi, ill. budapesti tudósítója; visszatérve 1936-tól a Nagyváradi Napló szerkesztője. Kiváló képzettségű újságíró volt, egy csapásra átformálta a lapot tartalmában és külsejében egyaránt. „Napirenden” c. állandó rovata a jelentős világsajtó szenzációiból közölt színes, rövid kivonatokat; „Nyílt levél” c. tárcarovatában külföldi tudósításait közölte. 
1937 decemberében hagyta el Nagyváradot, s az 1930-as évek végén Párizsban telepedett le, ahonnan 1938-tól a Nagyváradi Naplónak, a budapesti Az Újságnak és Magyar Nemzetnek küldi írásait, Gallicus aláírással. A német megszállás után Vichyben bujkálásra kényszerül, 1945-től a párizsi magyar nagykövetség sajtóelőadója, a békekonferencia idején a magyar küldöttség közlönyének szerkesztője. 
1947-ben emigrációba vonul, a francia nyelven Courrier de l'Occident címen is megjelenő Nyugati Hírnök szerkesztője (1947-52), 1951-ben Münchenbe költözik át, ahol átmenetileg a Látóhatár belső munkatársa, s Gallicus néven a Szabad Európa Rádió magyar adásának politikai kommentátora (1951-76). Cikkei emigráns magyar lapokban jelennek meg. Az 1980-as évek elején a Hawaii-szigeteken telepedett le.

## Munkássága
A Brassói Lapok folytatásokban közölte, majd két kötetben külön is megjelentette Erdély útja Nagymagyarországtól Nagyromániáig (Brassó, 1924; újrakiadásai: München, 1977; Erdély útja. Nagymagyarországtól Nagyromániáig; H-Press, Sepsiszentgyörgy, 1996, Kaláka könyvek sorozat) c. dokumentáris történeti visszaemlékezését az 1918-as főhatalom-változásra és a következő esztendők erdélyi eseményeire, részletesen kitérve a szervezett provokációk segítségével rendezett ún. irredenta perekre. Mint a Korunk munkatársa A zsidó fasizmus c. írásában a zsidó jobboldali mozgalmat bírálta (1934). A Szabad Európa Rádiónál tartott előadásainak gyűjteménye a műsora címét viselő Reflektor (München, 1977).
Regényt írt a tiszazugi arzénes gyilkosságsorozatról is, Arzén címmel, de úgy tűnik, hogy ez a műve kéziratban maradt és valószínűleg el is veszett, egyetlen ismert példányáról sem tudni.